# Oxathiolane

Links: 1,2-Oxathiolan, Rechts: 1,3-Oxathiolan

Oxathiolane bilden eine Stoffklasse im Bereich der Heterocyclen. Es sind 5-gliedrige Ringsysteme mit je genau einem Schwefel- und einem Sauerstoffheteroatom. Es gibt daher zwei Grundgerüste der Oxathiolane: das 1,2-Oxathiolan und das 1,3-Oxathiolan. Auch ionische Strukturen existieren. Die meisten Untersuchungen wurden über 1,3-Oxathiolan gemacht.
Unter dem Namen "Oxathiolane" werden nach der Hantzsch-Widman-Patterson-Nomenklatur die gesättigten Varianten bezeichnet. Unter Oxathiolen hingegen versteht man ungesättigte Derivate mit ansonsten gleicher Konstitution. Verbindungsklassen, die nach dieser Nomenklatur auch als Oxathiole/Oxathiolane gesehen werden können, sind die Sultine und Sultone.

## Darstellung

### 1,3-Oxathiolan
Eine Standardmethode für die Erzeugung von 1,3-Oxathiolanen ist die Kondensation von Mercaptoethanol mit Ketonen. Diese beruht auf der Betrachtung der 1,3-Oxathiolane als Monothioacetale. Um nennenswerte Ausbeuten zu erhalten, ist das Kondenswasser aus dem Gleichgewicht zu entfernen. Dies kann mit einem p-Toluolsulfonsäure/Benzol-Azeotrop bewerkstelligt werden; noch bessere Ausbeuten liefert bei den meisten Ketonen jedoch die Nutzung eines Überschusses an Bortrifluorid-Etherat.

Darstellung von Oxathiolanen mit 2-Mercaptoethanol

### 1,2-Oxathiolan
Die Knüpfung der Schwefel-Sauerstoff-Bindung im 1,2-Oxathiolan ist weniger trivial als der Ringschluss bei 1,3-Oxathiolan. Eine Möglichkeit hierzu ist die Pyrolyse des S-Phthalimids des 3-Mercapto-1-propanol. Hierzu muss der 3-Mercapto-1-propanol mit Trimethylsilylchlorid am Sauerstoffatom geschützt werden und kann dann mit einer stöchiometrischen Mischung aus Phthalimid, Brom und Pyridin zum N-(3-Hydroxypropylthio)phthalimid kondensiert werden.

Darstellung von Oxathiolanen mit 3-Mercapto-1-propanol

## Eigenschaften
Eine interessante Eigenschaft des 1,2-Oxathiolans ist die Dekomposition zu Acrolein bei 400–450 K unter Abspaltung von Schwefelwasserstoff.